# Чепелев, Иван Родионович
Иван Родионович Чепелев (1865 — ?) —  крестьянин, депутат Государственной думы III созыва от Тульской губернии.

## Биография
Крестьянин из деревни Новоспасские Выселки Кузнецовской волости Богородицкого уезда Тульской губернии. Выпускник трёхклассного сельского училища. По специальности каменщик. Выполнял мелкие подряды. Служил десятником казенных подрядов. Занимался земледелием на наделе площадью 6 десятин. Был женат.
14 октября 1907 избран в Государственную думу III созыва от съезда уполномоченных от волостей Тульской губернии. На 1-й сессии вошёл в состав фракции Умеренно-правых, с 3-й сессии член Русской национальной фракции. Входил в состав земельной, продовольственной комиссий Думы и комиссии по переселенческому делу. Поставил свою подпись под законопроектами «О запрещении продажи частновладельческих земель не иначе как посредством земельных банков», «Об улучшении и увеличении крестьянского землевладения и землепользования».
По сообщению тульского корреспондента газеты "Русское слово" при выборах в IV Думу, чтобы попасть выборщиком на волостной сход Чепелев поставил своим односельчанам водку и был избран. Избрание было оспорено на уездном съезде. Там, отстаивая своё избрание, Чепелев сказал: 

«Господа судьи! Я член Государственной Думы, стою перед вами. Вы знаете, что Христос пострадал. Так вот и мне приходится... Не верьте жалобе: это всё козни врагов... Да воскреснет Бог и расточатся врази Его. И да исчезнут враги мои, яко дым исчезает от лица огня»
 Но съезд отменил избрание Чепелева. Тогда Иван Родионович приобрёл землю, чтобы иметь возможность быть избранным через съезд мелких землевладельцев. Но оказалось, что его покупка, сделанная не самостоятельно, а через Крестьянский банк, не дает права на участие в этих выборах. По мнению корреспондента "Русского слова" причина настойчивости И. Р. Чепелева в 4 тысячах годового депутатского жалования.
Дальнейшая судьба и дата смерти неизвестны.

### Рекомендуемые источники
- Российский государственный исторический архив. Фонд 1278. Опись 9. Дело 862.